# Coniocompsa longqishana
Coniocompsa longqishana är en insektsart som beskrevs av C.-k. Yang och Liu 1993. Coniocompsa longqishana ingår i släktet Coniocompsa och familjen vaxsländor. Inga underarter finns listade i Catalogue of Life.